# MachineGames
MachineGames est un studio de création de jeux vidéo suédois fondé en 2009 par Fredrik Ljungdahl, Jerk Gustafsson, Jens Matthies, Jim Kjellin, Kjell Emanuelsson, Magnus Högdahl et Michael Wynne qui ont tous travaillé sur The Chronicles of Riddick: Escape from Butcher Bay (2004) et The Darkness (2007) au sein du studio Starbreeze Studios avant de fonder leur propre entreprise. MachineGames est basé à Uppsala, en Suède et a été racheté par Bethesda Softworks et renommé ZeniMax Sweden AB le 5 novembre 2010, avant d'être à nouveau renommé MachineGames Sweden AB.
Depuis 2014, MachineGames a succédé à id Software pour le développement de Wolfenstein. Le studio est à l’origine de quatre jeux de la série : Wolfenstein: The New Order (2014), Wolfenstein: The Old Blood (2015), Wolfenstein II: The New Colossus (2017) et Wolfenstein: Youngblood (2019), ainsi qu'un Wolfenstein en VR Wolfenstein: Cyberpilot (2019). Tous ces jeux utilisent le moteur de jeux id Tech 5.
Le 21 septembre 2020, Microsoft annonce son intention de racheter ZeniMax Media et ses studios pour 7,5 milliards de dollars.
Le 9 mars 2021, le rachat de ZeniMax Media et ses studios est officialisé par Microsoft et Xbox Game Studios.

## Jeux développés
| Titre                             | Sortie | Plates-formes                                             |
| --------------------------------- | ------ | --------------------------------------------------------- |
| Wolfenstein: The New Order        | 2014   | Windows, PlayStation 3, PlayStation 4, Xbox 360, Xbox One |
| Wolfenstein: The Old Blood        | 2015   | Windows, PlayStation 4, Xbox One                          |
| Wolfenstein II: The New Colossus  | 2017   | Windows, PlayStation 4, Xbox One, Nintendo Switch         |
| Wolfenstein: Youngblood           | 2019   | Windows, PlayStation 4, Xbox One, Nintendo Switch         |
| Wolfenstein: Cyberpilot           | 2019   | Windows, PlayStation 4                                    |
| Indiana Jones et le Cercle Ancien | 2024   | Windows, Xbox Series, PlayStation 5                       |